# Wahl zum Schwedischen Reichstag 1958
Die Wahl zur Zweiten Kammer des Schwedischen Reichstags 1958 war eine vorgezogene Neuwahl, die durch eine Abstimmungsniederlage der sozialdemokratischen Regierung im Parlament bei ihrem Entwurf für ein neues Rentensystem hervorgerufen wurde. Sie wurde am 1. Juni 1958 durchgeführt und war die bisher letzte Reichstagswahl der schwedischen Geschichte, die nicht im September stattfand.
Der Sozialdemokrat Tage Erlander wurde nach der Wahl erneut Ministerpräsident.

## Wahlergebnis
- SKP: 5
- S: 111
- C: 32
- FP: 38
- H: 45

| Partei                            | Partei                                             | Parteivorsitzender                | Stimmen            | Stimmen | Stimmen | Mandatsverteilung | Mandatsverteilung |
| Partei                            | Partei                                             | Parteivorsitzender                | Absolut            | %       | +− %    | Absolut           | +−                |
| --------------------------------- | -------------------------------------------------- | --------------------------------- | ------------------ | ------- | ------- | ----------------- | ----------------- |
|                                   | Socialdemokraterna (Sozialdemokraten)              | Tage Erlander                     | 1 776 667          | 46,22   | +1,64   | 111               | +5                |
|                                   | Högerpartiet ((Rechts-)Konservative)               | Jarl Hjalmarson                   | 750 332            | 19,52   | +2,41   | 45                | +3                |
|                                   | Folkpartiet (Volkspartei / rechtsliberal)          | Bertil Ohlin                      | 700 019            | 18,21   | −5,60   | 38                | −20               |
|                                   | Centerpartiet (Zentrumspartei / agrarisch-liberal) | Gunnar Hedlund                    | 486 760            | 12,66   | +3,21   | 32                | +13               |
|                                   | Sveriges kommunistika parti (kommunistisch)        | Hilding Hagberg                   | 129 319            | 3,36    | −1,64   | 5                 | −1                |
|                                   | andere Parteien                                    | —                                 | 1 155              | 0,03    | −0,02   | —                 | —                 |
| gültige Stimmen / Sitze insgesamt | gültige Stimmen / Sitze insgesamt                  | gültige Stimmen / Sitze insgesamt | 3 844 252          | 100,00  |         | 231               |                   |
| ungültige Stimmen                 | ungültige Stimmen                                  | ungültige Stimmen                 | 20 177             |         |         |                   |                   |
| Stimmen insgesamt                 | Stimmen insgesamt                                  | Stimmen insgesamt                 | 3 864 963 (77,4 %) |         |         |                   |                   |